# Силванер
Силванер (на немски: Silvaner) е бял винен сорт грозде, с произход Австрия и Германия. Разпространен е и във Франция, Швейцария, Италия, Австралия, САЩ, ЮАР, Словения, Унгария, Русия и Чехия и др. В България заема ограничени площи.
Известен е и с наименованията: Грюнер Силванер, Салфин, Селиван, Силванец, Голям Рислинг, Силванер зелен и др.
Средно зреещ сорт: гроздето узрява в края на август и първата половина на септември. Предпочита по-хладни райони с леки варовити почви на хълмисти терени. Има среден растеж, висока родовитост и дава среден добив.
Гроздът е малък (90 – 110 г.), цилиндричен, сбит до силно сбит. 3ърната са дребни (1,1 – 1,4 г.), сферични, зеленикаво-сиви, с дребни редки кафяви точици. Кожицата е тънка, здрава, леко отделяща се от месото. Месото е сочно, с хармоничен вкус.
Използва се за получаване на висококачествени бели трапезни вина, които са леки, сухи, понякога леко опушени, със средни киселинни нива, с фин хармоничен вкус и добре изразен букет, напомнящ аромата на полски цветя. Те нямат потенциал за отлежаване и е препоръчително да се пият млади. Гроздето се използва и за прясна консумация и за производство на гроздови сокове.